# Jean Marot (architecte)
Pour les articles homonymes, voir Jean Marot et Marot.
Jean Marot, né vers 1619 à Paris où il est mort le 15 ou 16 décembre 1679, est un architecte et graveur français.
Il est l'auteur de plus de mille planches gravées à l'eau-forte (ou eau-forte et burin) représentant souvent des bâtiments de l'époque, partiellement regroupées en deux anthologies appelées le Petit Marot et le Grand Marot.

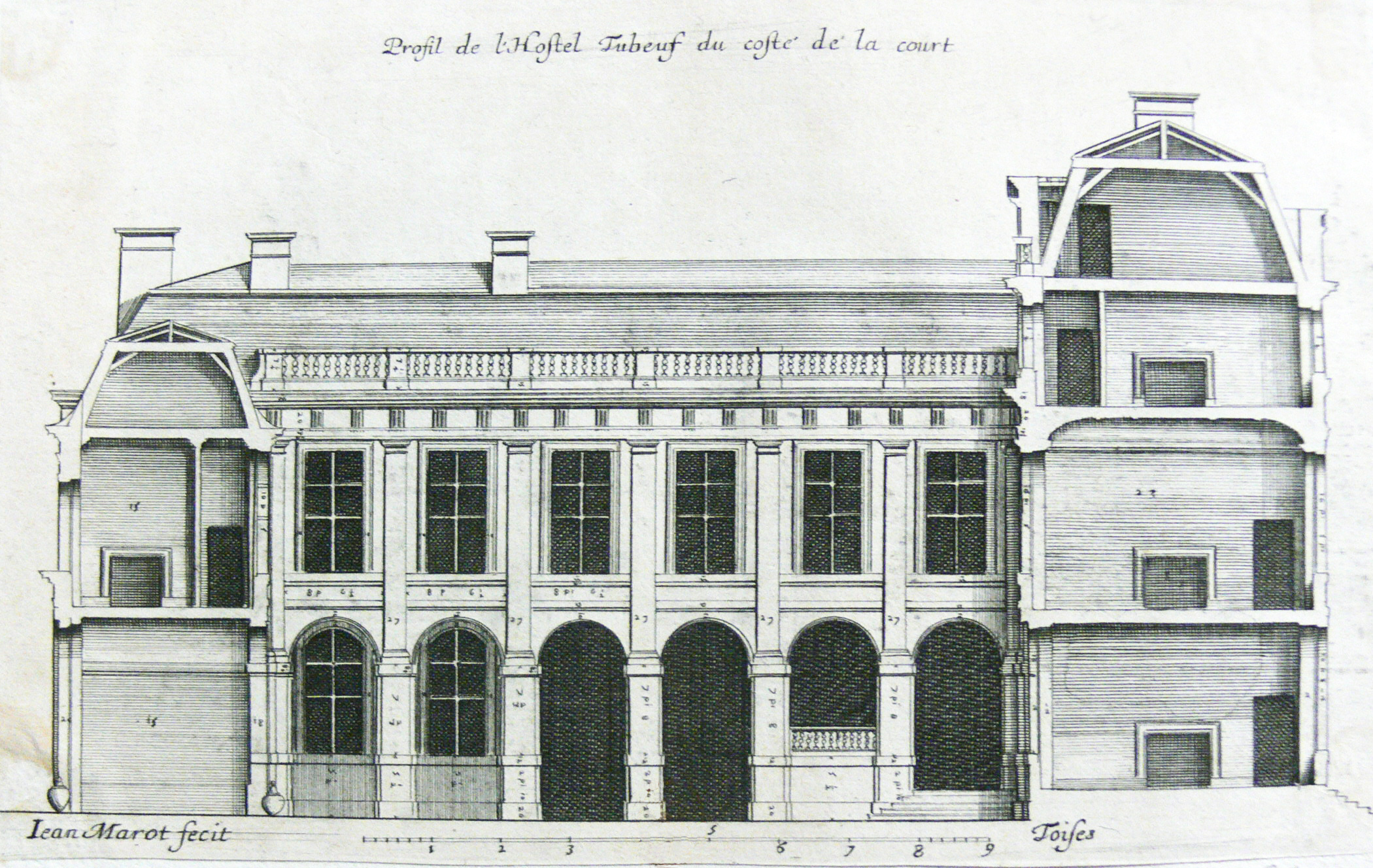
Hôtel Colbert de Torcy (ou Tubeuf), rue Vivienne. Profil du côté de la cour

## Biographie
Jean Marot est le fils d'un menuisier protestant, Girard Marot. Il habite durant toute sa vie à Saint-Germain-des-Prés où se trouve une communauté d'artistes et d'artisans protestants venue des Pays-Bas. Aucun détail de sa formation n'est connu. Il a probablement commencé ses études dans l'atelier de son père. Dans ses premières estampes il y a des vues sur des monuments de Rome. Hippolyte Destailleur remarque qu'Adam Philippon (1600-1645), « menuisier et ingénieur ordinaire du roi », éditeur d’estampes, a emmené à Rome une colonie d'artistes. Il fait la supposition que Jean Marot, fils d'un menuisier, a pu faire partie de ce voyage. Jean Lepautre (1618-1682), dessinateur et graveur, a été formé par Adam Philippon.
Jean Marot est l'architecte des hôtels de Mortemart et de Monceaux à Paris, de la façade de l’église des Feuillantines du faubourg Saint-Jacques, dont François Blondel a recueilli les plans dans son Architecture française, des grottes des appartements de Madame de Montespan et de Madame de La Vallière au château de Saint-Germain-en-Laye, de la façade de l’hôtel de Pussort et du château de Lavardin dans le Maine. 
Il est l'auteur de plusieurs projets n'ayant jamais été réalisés. Il a présenté un projet pour la façade principale du Louvre, pour le château de l'électeur palatin à Manheim et pour des bains à Maisons : ces projets sont publiés dans le Grand Marot.
Il était le père de l’architecte Daniel Marot.
Il eut entre autres comme élève Jean-Baptiste Broebes.

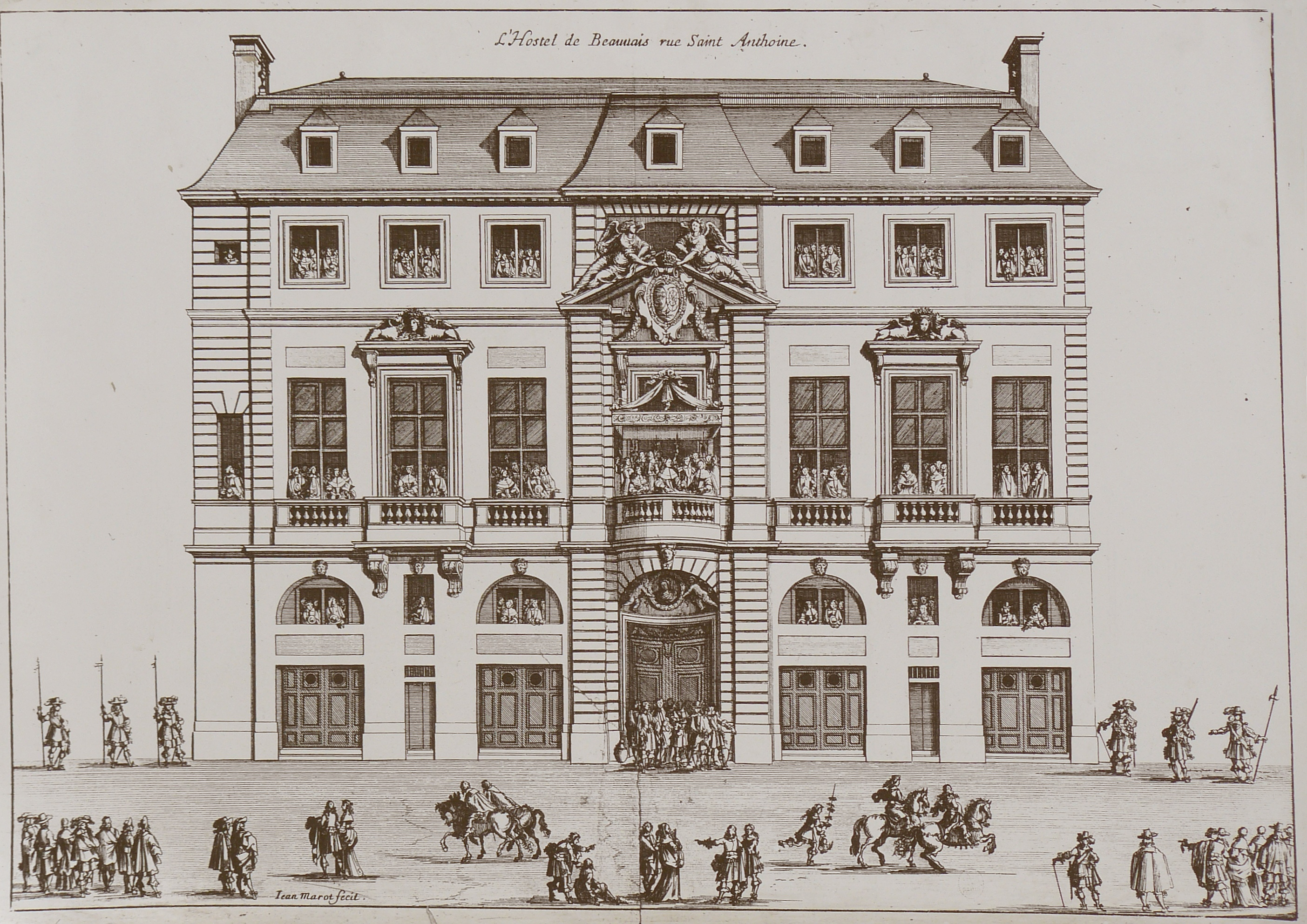
Gravure de Jean Marot montrant l'hôtel de Beauvais à l'occasion du mariage de Louis XIV en 1660.

## Publications

### LePetit Marot
Ce volume in-quarto porte officiellement le titre suivant : Recueil des plans, profils et elevations des plusieurs palais, chasteaux, eglises, sepulturess, grotes et hostels bâtis dans Paris, et aux environs, avec beaucoup de magnificence, par les meilleurs architectes du royaume, desseignez, mesurés, et gravez par Jean marot, architecte parisien.
Les planches ne portent pas d'autre texte que la légende. Elles représentent des coupes et élévations de bâtiments, hors de tout contexte.

### LeGrand Marot
Ce petit in-folio ne porte pas de titre. Contrairement au Petit Marot, il présente aussi des vues en perspective de bâtiments.

### Richelieu
Il consacre une grande suite au château de Richelieu sous le titre : Le Magnifique Chasteau de Richelieu ou les Plans, les fasades, les elevations et profils dudit chasteau (il en existe une version in-4° et une in-8°).
Flor. le Comte a publié le Catalogue de l’œuvre des Marot père et fils dans le Cabinet d’architecture, etc. 1re partie, p. 29 et suiv. Le Recueil de leurs plans avait paru dès 1691 ; Mariette, devenu possesseur des cuivres, en publia un nouveau tirage sous ce titre : l’Architecture française, ou Recueil des plans, élévations, coupes et profils des églises, palais, hôtels et maisons particulières de Paris, etc., 1727, in-fol. ; des exemplaires de cette collection portent la date de 1751 ; et il en existe d’autres avec la première date, sous le nom de Marot, qui se retrouve, il est vrai, au bas de chaque planche. 
1. L’architecture française ou recueil des plans, elevations, coupes et profils des eglises, palais, hotels et maisons particulieres de Paris, et des chasteaux et maisons de campagne ou de plaisance des environs et de plusieurs autres endroits de France, bâtis nouvellement par les plus habils architectes et leves et mesures exactement sur les lieux. 1e édition vers 1670, du vivant de l’auteur, 2e édition en 1727. Édition connue sous le nom de Grand Marot.

1. Les Délices de Paris, et de ses environs, ou Recueil de vues perspectives des plus beaux moumens de Paris et des Maisons de plaisance situées aux environs de cette ville, et en d’autres endroits de la France. 210 planches gravées en taille-douce hors texte par Perelle, Jean Marot, et Silvestre. Paris, chez Charles-Antoine Jombert, 1753.

1. Recueil des plans profils et elevations des plusieurs palais chasteaux eglises sepultures grotes et hostels, bâtis dans Paris, et aux environs, avec beaucoup de magnificence, par les meilleurs architectes du royaume, desseignez, mesurés, et gravez par Jean Marot architecte Parisien, 1654. Petit œuvre d’architecture de Jean Marot, Architecte et Graveur, ou Recueil des plans, elevations et coupes de divers anciens edifices de Paris, et de la sepulture des Valois a Saint Denis. Paris, chez Charles-Antoine Jombert, 1764. Édition connue sous le nom de Petit Marot. Plans et profils du château du bas Turny (89570 Turny), qui fut construit en 1656 et détruit en 1852 voir http://turny.chez.com/R1chateau-turn/chateau-turny.htm

Les curieux recherchent encore de cet artiste :
1. le Petit Marot, ou Recueil de différents morceaux d’architecture en 220 planches, Paris, 1764, gr. in-4°. Ou n’avait sans doute pas gardé les planches jusqu’à cette époque sans en faire usage ; cependant on n’en trouve cités dans aucun catalogue des exemplaires d’un tirage antérieur.
2. Le magnifique château de Richelieu, ou les plans, profils et élévations dudit château, sans date (avant 1660), 28 feuilles gr. in-fol. obi.
3. Plans et élévations du château de Madrid, grand in-fol. ;
4. Plans et élévations du château du Louvre, 1676-78 ;
5. Plans et élévations du château de Vincennes, chacun en 3 planches in-fol.

J. Marot a. dessiné et gravé les planches d’un grand nombre d’ouvrages d’architecture, entre autres, de la Manière de bien bâtir, par Lemuet ; des Traductions françaises de Vignole, Palladio, Scamozzi ; et il a publié avec son fils des Livres d’ornements, de décorations intérieures, de menuiserie, serrurerie, etc. ; enfin il a exécuté un grand nombre des planches du grand cabinet du roi.